# Genkurō
Genkurō (源九郎), également désigné sous les noms de Le renard Genkurō (源九郎狐, Genkurō-gitsune) ou encore celui de Tadanobu le renard (狐忠信, kitsune-tadanobu), est un personnage présent dans le théâtre japonais. Il s’agit d’un renard changeur de forme (化け狐, bake-gitsune) qui occupe une place centrale dans la célèbre pièce de jōruri et de kabuki intitulée Yoshitsune senbon zakura (義経千本桜, « Yoshitsune et les mille cerisiers »).

## Caractéristiques
Sous l’apparence de Satō Tadanobu (佐藤忠信), un vassal de Minamoto no Yoshitsune (源義経), il sauve l’amante de celui-ci, Shizuka Gozen (静御前), des agents de son frère Minamoto no Yoritomo (源頼朝). En récompense, il reçoit de Yoshitsune une armure ainsi que le grand honneur de porter le nom « Genkurō »  (源九郎), soit «  le neuvième fils (九郎, kurō) du clan Minamoto (源, gen). N’étant qu’un simple renard, il n’a eu aucun autre nom connu dans toute la pièce, que comme « Tadanobu » et « Genkurō ».
Après s’être séparé de Yoshitsune et de sa suite, Genkurō, dont la véritable identité est encore inconnue, escorte Shizuka jusqu’à Yoshino (吉野), dans la province de Nara, pour échapper aux hommes de Yoritomo et trouver refuge. Là, ils retrouvent Yoshitsune, chacun ayant emprunté un itinéraire séparé, mais finissent par se retrouver au même endroit. Cependant, comme Yoshitsune est alors accompagné du véritable Satō Tadanobu, Genkurō est contraint de se dévoiler. Sa métamorphose en forme d’esprit-renard, suivie d’une danse et d’un monologue, constitue l’un des sommets dramatiques de la pièce.
Il révèle alors que le tambour Hatsune (初音鼓), offert à Yoshitsune au début de l’histoire et qui joue un rôle central dans ses tourments émotionnels et moraux, a été fabriqué à partir des peaux de ses parents, des renards millénaires dont les esprits magiques habitent encore l’instrument. Depuis quatre siècles, il pleure la perte de ses parents (l’action se situe en 1186, et le tambour fut fabriqué en 786 par l’empereur Kanmu lors d’un rituel pour faire venir la pluie). Conservé au Palais impérial de Kyoto et protégé par une multitude d’esprits (神, kami), le tambour lui était inaccessible. Mais une fois sorti du palais, il suivit l’instrument jusque dans les mains de Yoshitsune et prit l’apparence de Tadanobu pour s’en rapprocher.
La danse et le monologue s’achèvent par la sortie spectaculaire du renard. Traditionnellement au kabuki, il emprunte le hanamichi (花道, passerelle traversant le public jusqu’au fond du théâtre), et quitte la scène par une danse spéciale appelée kitsune-roppō (狐六法, « marche en six directions du renard ») . Cependant, depuis quelques décennies, il est de plus en plus fréquent d’utiliser un effet spécial appelé chūnori (宙乗り, l’acteur incarnant Genkurō survole le public, hissé par des câbles). Une technique similaire a été adaptée au théâtre de marionnettes bunraku, permettant de soulever le marionnettiste du renard (et bien sûr la marionnette elle-même) au-dessus de la scène.
Redevenu invisible, il utilise alors sa magie pour défendre Yoshitsune. Il revient ensuite, sous l’apparence visible de Tadanobu, pour aider le véritable Tadanobu à venger la mort de son frère Satō Tsuginobu (佐藤継信), tué par Taira no Noritsune (平教経) lors de la bataille de Yashima. Disparaissant pour échapper à la lame de Noritsune, Genkurō ne reparaît plus et son destin reste inconnu à la fin de la pièce.

## Autres éléments
- Il aurait un frère désigné comme étant le le renard Osakabe (刑部狐, Osakabe-gitsune?) de Harima [1].
- Le 源九郎稲荷神社 (ja), un sanctuaire Inari situé à Tosenji-cho, ville de Yamatokoriyama, dans la préfecture de Nara lui est consacré, où il est désigné sous le nom de Genkurō-Inari-Danmyōjin.